# 高行镇
高行镇是中国上海市浦东新区下辖的一个镇。面积22.85平方公里。户籍人口4.53万人。2001年6月22日前為東溝鎮。

## 行政区划
高行镇下辖东沟一居委会、东沟二居委会、东沟四居委会、高行居委会、东沟居委会、华高居委会、华高新村第三居委会、华高新村第二居委会、高行新村第二居委会、东沟新村第三居委会、华高新村第四居委会、南行居委会、东力新村居委会、紫翠居委会、银杏居委会、浦江居委会、绿地居委会、幸福小镇居委会、华庭居委会、南新居委会、绿洲第一居委会、金地居委会、绿洲第二居委会、绿洲第三居委会、绿洲第四居委会、东旭居委会、海弘居委会、中冶尚城居委会、朱家浜村村委会、周桥村村委会、镇东村村委会、高西村村委会。